# A Escolha de Sofia
A Escolha de Sofia (Sophie's Choice, em inglês) é um romance de William Styron publicado em 1979. 
O livro relata a história de um jovem sulista aspirante a escritor Stingo que pretende tornar-se escritor e vai morar em um pousada no Brooklyn, onde conhece um casal que vive um turbulento caso de amor e ódio, Nathan Landau um judeu que se apresenta como um cientista e Sofia Zawistowk uma polonesa sobrevivente do campo de concentração de Auschwitz.
O romance, que é em parte autobiográfico, narra o envolvimento de Stingo com a bela Sofia, assombrada pela terrível escolha que precisou fazer um dia e que não somente definiu o resto da sua vida, como também se tornou uma expressão idiomática: fazer uma “escolha de Sofia” significa ver-se forçado a optar entre duas alternativas igualmente insuportáveis. 
O romance venceu o National Book Award de ficção em 1980.